# 布尔表达式
在计算机科学中，布尔表达式是编程语言中使用的、计算时能得到布尔值的表达式。布尔值非真即假。布尔表达式可以由一系列真或假的布尔常量、布尔型变量、布尔运算符和布尔值函数组成。
布尔表达式对应于逻辑中的陈述，也是布尔电路的一种特殊形式。

## 布尔运算符
许多编程语言都有布尔运算符OR、AND和NOT；而在C与一些更新的语言中，这些运算符依次表示为"||"（双竖线）, "&&"（两个&符号）和"!"（感叹号），而对应的位运算符则表示为"|"、"&"及"~" （波浪线）。在数学语境下，所用的符号通常是"+"（加号）、"·"（句号）和上横线，或"∨"、"∧"与"¬"（也可以是"′"）。

## 示例
- 表达式5 > 3值为true.
- 表达式3 > 5值为false.
- 5>=3与3<=5是等价的布尔表达式，两者的值都是true.
- typeof true和typeof false返回boolean
- 当然，很多布尔表达式会包含至少一个变量（X > 3），有时会有更多（X > Y）。

## 另请参见
- 数学表达式